# Чойс (муниципалитет)
Чойс (исп. Choix) — муниципалитет в Мексике, штат Синалоа, с административным центром в одноимённом городе. Численность населения, по данным переписи 2010 года, составила 32 998 человек.

## Общие сведения
Название Choix с астекских языков можно перевести как: место воска, место смолы или место добытчиков смолы.
Площадь муниципалитета равна 3215 км², что составляет 5,6 % от площади штата. Он граничит с другими муниципалитета штата Синалоа: на юге с Синалоа, и на юго-западе с Эль-Фуэрте, также он граничит с другими штатами Мексики — на севере и востоке с Чиуауа и на западе с Сонорой.

## Учреждение и состав
Муниципалитет был образован 1 января 1917 года, согласно указу от 11 сентября 1916 года, в его состав входит 327 населённых пунктов, самые крупные из которых:
| Код INEGI | Населённый пункт                                               | Численность населения (2005 год) | Численность населения (2010 год) |
| --------- | -------------------------------------------------------------- | -------------------------------- | -------------------------------- |
| 007       | Всего                                                          | 31763                            | 32998                            |
| 0001      | Чойс (исп. Choix) (административный центр)                     | 8135                             | 9306                             |
| 0003      | Агуа-Кальенте-Гранде (исп. Agua Caliente Grande (De Gastélum)) | 1453                             | 1540                             |
| 0200      | Сан-Хавьер (исп. San Javier)                                   | 823                              | 813                              |
| 0027      | Бахосори (исп. Bajosori)                                       | 669                              | 734                              |
| 0208      | Санта-Ана (исп. Santa Ana)                                     | 742                              | 651                              |
| 0086      | Гуадалупе (исп. Guadalupe)                                     | 496                              | 552                              |
| 0230      | Тасахерас (исп. Tasajeras)                                     | 444                              | 491                              |

## Экономическая деятельность
По статистическим данным 2000 года, работоспособное население занято по секторам экономики в следующих пропорциях: сельское хозяйство, скотоводство и рыбная ловля — 45,1 %, промышленность и строительство — 18,9 %, сфера обслуживания и туризма — 33 %, прочее — 3 %.

## Инфраструктура
По статистическим данным 2010 года, инфраструктура развита следующим образом:
- электрификация: 90,6 %;
- водоснабжение: 70,1 %;
- водоотведение: 72,4 %.

## Туризм
Основные достопримечательности:
- церковь Сан Игнасио де Лойла в муниципальном центре, построенный в XVII веке;
- руины иезуитской церкви в местечке Баймена;
- дом-музей актёра и композитора Хосе Анхель Эспиносы;
- водохранилище на плотине Луис-Дональдо-Колосьо[исп.].

## Фотографии

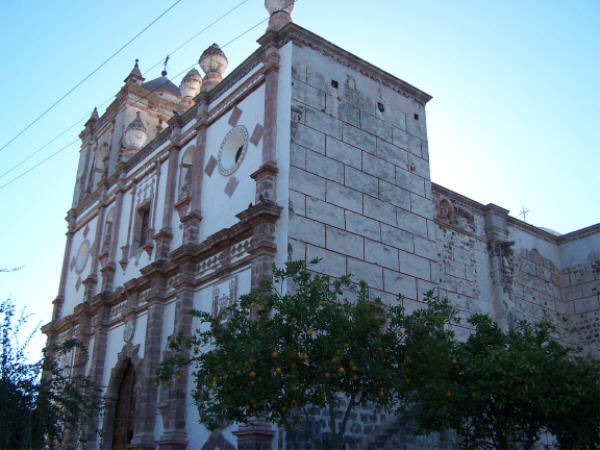
Церковь Сан Игнасио де Лойла
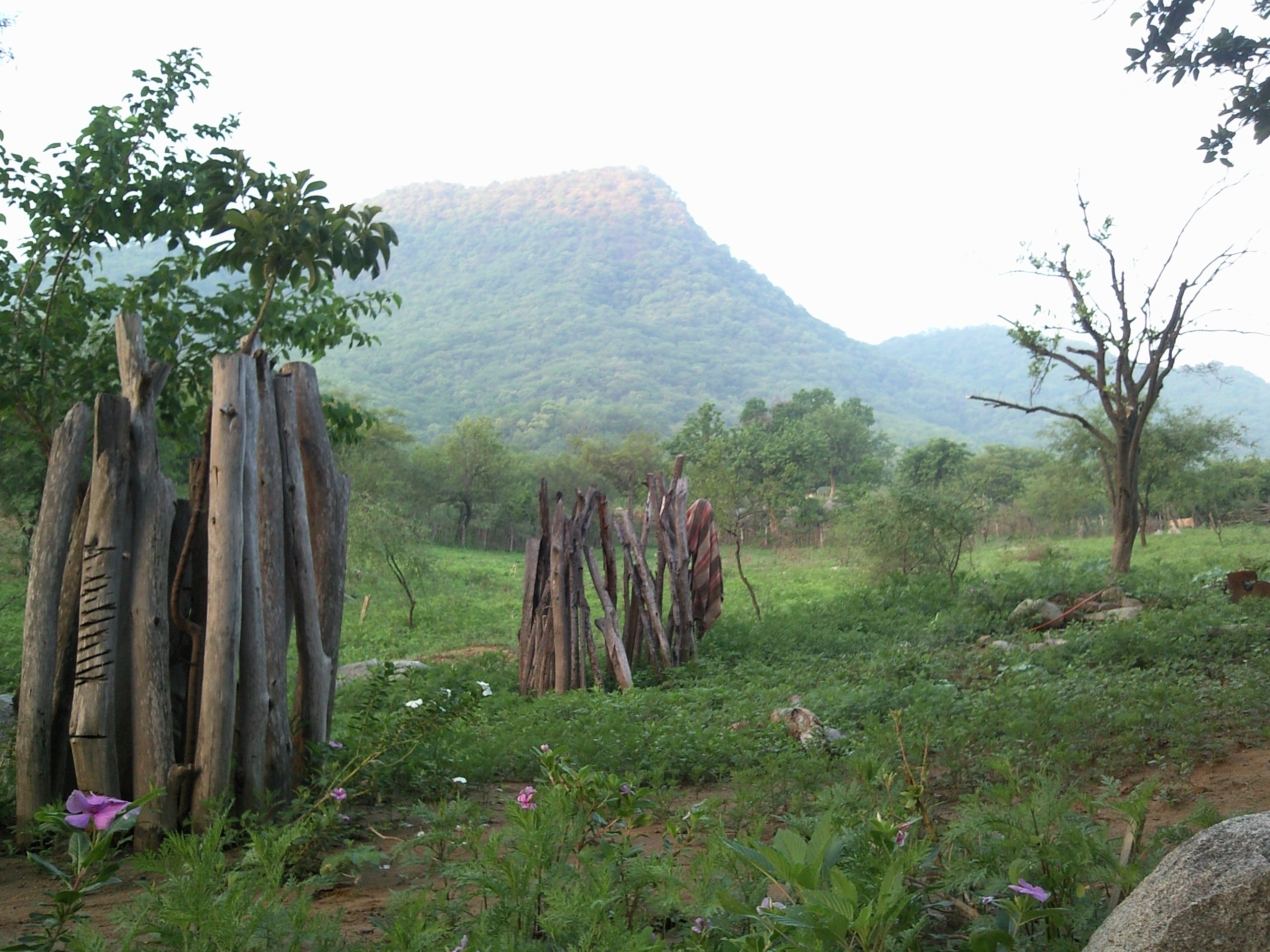
Вблизи Кабреры
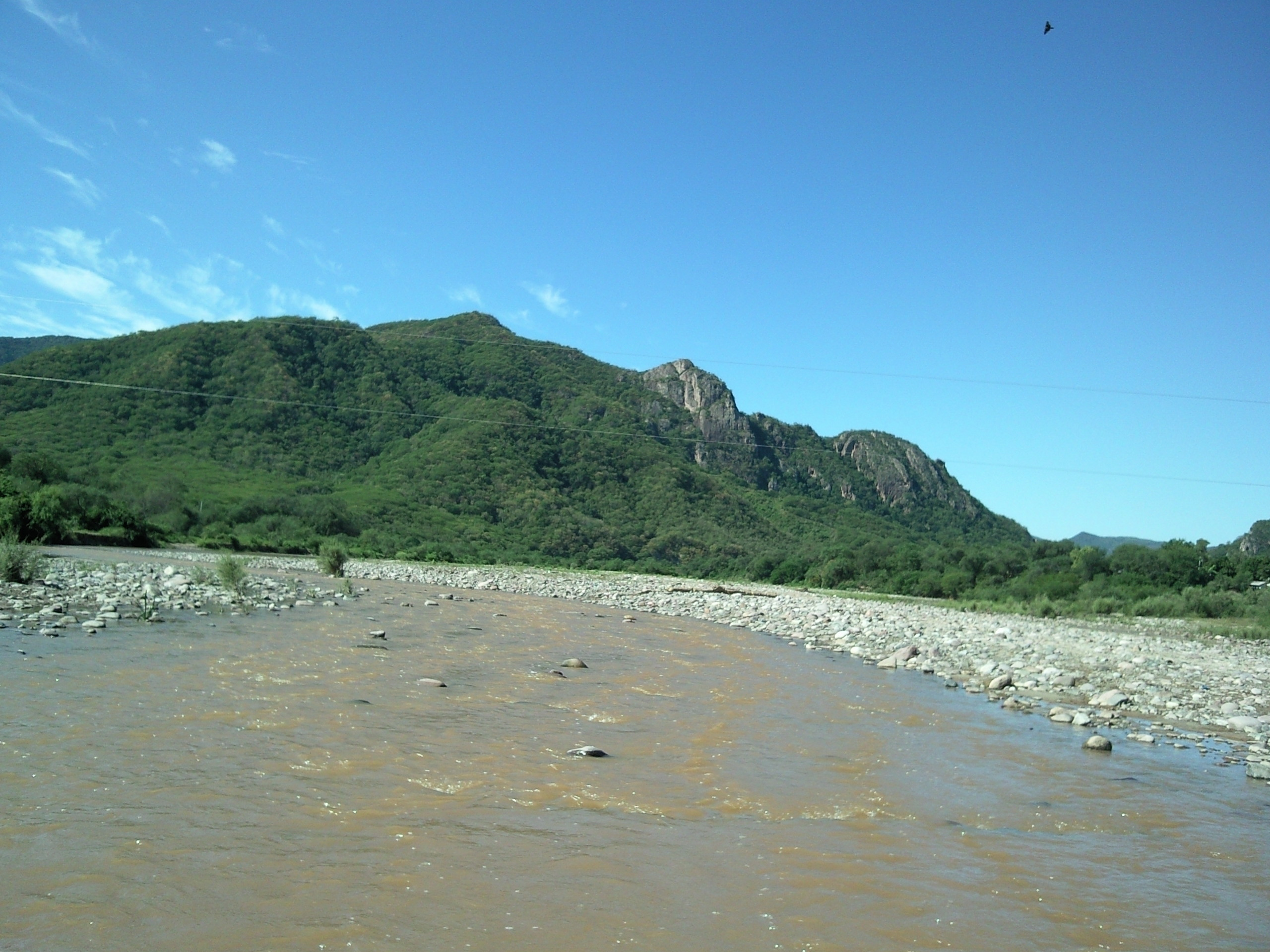
Вблизи Екорато